# Bombardeo de Kandahar (2001)

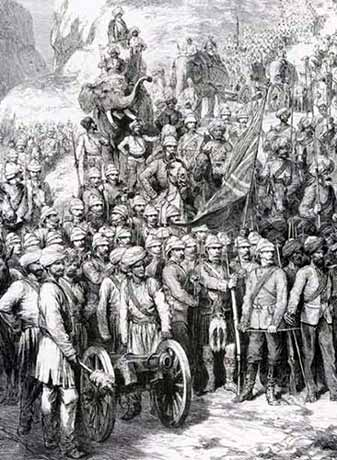
Troops at Kandahar 1880

El bombardeo de Kandahar (2001) fue una serie de operaciones militares llevadas a cabo en y alrededor de Kandahar, Afganistán, durante octubre de 2001, como parte del inicio de las operaciones militares de Estados Unidos en Afganistán.

## Cronología
Tras los ataques del 11 de septiembre de 2001, Estados Unidos y sus aliados lanzaron globalmente la guerra contra el terrorismo, comenzando con asaltos a posiciones clave de los talibanes en Afganistán.
El 7 de octubre de 2001, a las 6:30 p. m. hora local, se lanzó la primera ola de ataques contra los talibanes. Un grupo de bombarderos de la Fuerza Aérea de los Estados Unidos (USAF) compuesto por cinco B-1 y diez B-52 despegó de Diego García en el Océano Índico. Fueron complementados por veinticinco aviones de ataque F-14 y F/A-18 de la Armada de los Estados Unidos (USN) de los portaaviones USS Carl Vinson y USS Enterprise en el Mar Arábigo del Norte. La Royal Air Force (RAF) y la USAF proporcionaron L-1011, KC-135 y KC-10 para suministrar reabastecimiento aéreo en ruta a los aviones de la USN. En avión desde la Base de la Fuerza Aérea Whiteman, Misuri, dos B-2 Spirits también participaron en el ataque, al igual que el avión de guerra electrónica EA-6B Prowler.
A las 9:00 p. m., las fuerzas de la USN, la USAF y la Royal Navy (RN) lanzaron varias salvas por un total de cincuenta misiles de crucero Tomahawk contra las instalaciones militares y de comunicaciones de los talibanes y los campos de entrenamiento de presuntos terroristas. El momento se eligió para que coincidiera con la llegada del avión de ataque, que arrojó una variedad de bombas, incluidas las Mk 82, JDAM, AGM-84, AGM-154 y bombas guiadas por láser. Según fuentes del país que informan a CNN, los objetivos dentro de Kandahar incluían bastiones de los talibanes, así como las casas de los árabes extranjeros que trabajaron con el régimen talibán. Uno de los principales objetivos del ataque aéreo en Kandahar fue Mullah Omar. Los aviones atacantes se encontraron con fuego esporádico de baterías de artillería antiaérea y misiles tierra-aire talibanes. Estados Unidos consideró que los ataques, realizados contra las ciudades de Kabul, Yalalabad y Herat, tuvieron éxito, ya que se cumplió el objetivo de neutralizar la defensa aérea de los talibanes.
Para cortejar y brindar socorro al pueblo afgano, se arrojaron alimentos y suministros a la región. Dos transportes C-17 entregaron 37 500 raciones diarias por vía aérea a los refugiados dentro de Afganistán el primer día del ataque. Sin embargo, los esfuerzos de socorro se vieron frustrados por la interferencia de los talibanes. Los almacenes del Programa Mundial de Alimentos en Kandahar fueron asaltados y entregados a los soldados talibanes, que "se apoderaron de unas 7000 toneladas de alimentos". Con la esperanza de evitar una reacción violenta por parte de los civiles, la USAF desplegó un avión de hélice EC-130E para transmitir un mensaje de que los talibanes y sus aliados eran los únicos objetivos de los ataques, no los civiles.

## Consecuencias
Tras los exitosos ataques aéreos contra la ciudad, y tras los rápidos reveses experimentados por las fuerzas talibanes en todo el país, gran parte del poder militar que ostentaba directa e indirectamente el mulá Omar se consolidó en la ciudad de Kandahar. El 18 de noviembre, Estados Unidos contó con la ayuda de Gul Agha Sherzai, un comandante anti-talibán y anterior gobernador de la provincia de Kandahar. El 25 de noviembre, Estados Unidos transportó por aire un contingente de 750 infantes de marina de la 15° Unidad Expedicionaria de Infantería de Marina para crear una base avanzada en Camp Rhino, ubicado a 100 millas (160 km) al sur de Kandahar. En este momento, los comandantes aliados también estaban ultimando la decisión de enviar paracaidistas británicos del 2º Batallón del Regimiento de Paracaidistas. Estos hechos prepararon el escenario para la toma de Kandahar y la rendición de los talibanes el 7 de diciembre.